# FC Lokomotiv Gorna Oryahovitsa
El FC Lokomotiv Gorna Oryahovitsa (en búlgaro: ФК Локомотив Горна Оряховица) es un equipo de fútbol de Bulgaria que juega en la Tercera Liga de Bulgaria, la tercera división de fútbol en el país.

## Historia
Fue fundado en el año 1932 en la ciudad de Gorna Oryahovista con el nombre Zheleznicharski SK Gorna Oryahovitsa hasta que en 1945 cambiaron a su nombre actual.
Han jugado en varios años en la Liga Profesional de Bulgaria en los periodos de 1963/64 y 1987 hasta 1995, contabilizando 9 temporadas hasta el momento.
A nivel internacional participaron en la Copa Intertoto de 1992, en la cual ganaron el grupo 10 ante equipos rumanos y el Lokomotiv Sofia.

## Palmarés
- B PFG - Grupo B: 1

1962-63
- Copa Intertoto Grupo 10: 1

1992

## Participación en competiciones de la UEFA

### Copa Intertoto
| Temporada 1992 |
| -------------- |

| Club            | Casa | Visita |
| --------------- | ---- | ------ |
| Lokomotiv Sofia | 1:0  | 0:0    |
| Arges           | 2:0  | 0:5    |
| Rapid           | 2:0  | 1:1    |

| Grupo 10 |
| -------- |

| Club            | Pts. | J | G | E | P | GF | GC | GD |
| --------------- | ---- | - | - | - | - | -- | -- | -- |
| Lokomotiv GO    | 8    | 6 | 3 | 2 | 1 | 6  | 6  | 0  |
| Lokomotiv Sofia | 6    | 6 | 2 | 2 | 2 | 8  | 7  | +1 |
| Arges           | 5    | 6 | 2 | 1 | 3 | 11 | 10 | +1 |
| Rapid           | 5    | 6 | 1 | 3 | 2 | 8  | 10 | -2 |

## Jugadores

### Jugadores destacados
- Ivaylo Yordanov
- Valentin Ignatov
- Adalbert Zafirov
- Boncho Genchev
- Sasho Angelov
- Ivan Vasilev
- Filip Filipov-Ficho
- Angel Chervenkov
- Petar Kolev
- Georgi Vasilev (midfielder)
- Valentin Mihov
- Stefan Kolev
- Tihomir Todorov
- Nazif Kadir
- Nako Doichev
- Shefket Fikret
- Dobri Blaskov
- Yordan Petrov
- Valentin Stankov
- Dimcho Markov
- Yordan Marinov
- Georgi Tsvetanov
- Dimitar Gjudjemenov
- Toshko Arsov
- Yakov Paparkov
- Marin Baichev
- Dimitar Balabanov
- Stamen Belchev
- Ivan Milanov
- Dimitar Mladenov
- Hristo Georgiev (footballer)
- Valentin Lazarov
- Ivan Milchev
- Radoslav Komitov
- Aleksandar Dimov
- Stefan Bakalov

### Récords
| # | Nombre         | Apariciones |
| - | -------------- | ----------- |
| 1 | Asan Abishev   | 421         |
| 2 | K.Todoranov    | 362         |
| 3 | Iv.Vasilev     | 351         |
| 4 | Tsenko Gavazov | 349         |
| 5 | Angel Minchev  | 349         |

| # | Nombre               | Goles |
| - | -------------------- | ----- |
| 1 | Asan Abishev         | 94    |
| 2 | Iv.Vasilev           | 58    |
| 3 | Dimitar Pechikamakov | 57    |
| 4 | Tsenko Gavazov       | 56    |
| 5 | K.Ushev              | 48    |